# Kubanskii-karlik
Kubanskii-karlik en ruso: Кубанский Карлик es una variedad cultivar de ciruelo (Prunus domestica), de las denominadas ciruelas europeas,
una variedad de ciruela obtenida en la "Estación Experimental de Crianza de Crimea N.I. Vavilov". Las frutas tienen un tamaño medio siendo el color principal base verde, mientras que el color de la cubierta es morado oscuro, ocupando toda la superficie del fruto, y pulpa de color amarillo verdoso y se oscurece medianamente al aire, y su consistencia es de fibra fina, densidad media y jugosidad media.

## Sinonimia
- "Кубанский Карлик",
- "Слива Кубанский Карлик",
- "Enana de Kuban",
- "Sliva Kubanskiy Karlik".[4][5]

## Historia
'Kubanskii-karlik' es una variedad de ciruela que se obtuvo por el equipo de obtentores G.V. Eremin, y L.A. Turovskaya en la "Estación Experimental de Crianza de Crimea" dependiente del "Instituto Panruso de Investigación de la Industria Vegetal", que lleva el nombre de "N.I. Vavilov". Se obtuvo mediante el cruce de la variedad de 'Vengerka Vangengeyma' como "Parental Madre" x mezcla de polenes de varias variedades como "Parental Padre".
'Kubanskii-karlik' fue incluida en el "Registro Estatal de Rusia" en 1998 para la región del Cáucaso Norte.

## Características
'Kubanskii-karlik' es un árbol de copa ancha, redondeada y densa. Tronco gris, superficie medianamente rugosa, con grietas leves, lenticelas cortas y dispersas. Brote recto, entrenudos medianos, color marrón violáceo intenso y glabro. En las hojas la pubescencia del haz es nula; la del envés es débil y pilosa, a lo largo de los nervios central y principal, siendo el borde de la hoja aserrado con dos dientes pequeños. Los pétalos de las flores son blancos, moderadamente cerrados. Da fruto en el crecimiento de un año y en las ramas demasiado grandes hasta los 4 a 5 años de edad. Periodo de floración promedio mediados de abril. Autofértil.
'Kubanskii-karlik' tiene frutos de tamaño mediano peso promedio pesa 27 gr, de forma ovalados, de lados irregulares, siendo el color principal base verde, mientras que el color de la cubierta es morado oscuro, ocupando toda la superficie del fruto, no presenta pubescencia; presenta pocos puntos subcutáneos de color marrón, pruina de tipo medio; sutura ventral está poco desarrollada y no se agrieta, la piel es difícil de separar, de grosor medio y suelta; la pulpa es amarillo verdoso y se oscurece medianamente al aire. El color de la cavidad es similar al de la pulpa, con una consistencia de fibra fina, densidad media y jugosidad media. Los frutos contienen, en peso crudo: materia seca - 19,5%, azúcares - 15,8%, ácidos - 0,96%, relación azúcar-acidez 16,46, polifenoles solubles - 275 mg/100 g, ácido ascórbico - 5,9 mg/100 g.
Hueso ligeramente adherido, ovoide, pequeño, color marrón, la parte superior y la base son ligeramente redondeadas; la sutura dorsal es amplia y abierta, la sutura ventral es mediana, la nervadura central es mediana, las nervaduras laterales son claramente visibles, la quilla es mediana y afilada, y la superficie es finamente tuberculada.
Su tiempo de recogida de cosecha se inicia en su maduración que es temprana, en la primera decena de agosto.

## Usos
Los frutos son resistentes al agrietamiento, fáciles de transportar y aptos para consumo en fresco y para conservas, incluyendo la elaboración de ciruelas pasas. 
Calificación en conservas: ciruelas pasas - 4,5 puntos, compota - 4,2 puntos, zumo con pulpa - 4,5 puntos.
Ventajas: Bajo crecimiento. Autofértil. Alta resistencia al invierno. Resistencia media a la sequía. Resistente a la moniliosis, polistigmosis, clasterosporium y roya. Alto rendimiento, fructificación regular.
Desventajas:Fruto de tamaño insuficiente.